# Universidade de Lancaster
A Universidade de Lancaster é uma instituição de ensino pública inglesa fundada em 1964.
A instituição está entre as dez melhores do país em diversos rankings universitários, tendo recebido em 2017 a classificação "ouro" no Quadro de Excelência de Ensino do governo britânico. Em 2018 foi considerada "Universidade do Ano" pelo Times and Sunday Times Good University Guide, alcançando o número seis no tabela nacional do guia, a mais alta até então. No biênio 2016-2017 a renda da instituição foi de 267 milhões de euros, sendo 37,7 milhões provenientes de doações e contratos, com gastos totais de 268,7 milhões de euros.